# لی جه جین (موسیقی‌دان، زاده ۱۹۹۱)
لی جه جین (کره‌ای: 이재진؛ زادهٔ ۱۷ دسامبر ۱۹۹۱)  موسیقی‌دان و بازیگر اهل کره جنوبی است. وی از سال ۲۰۰۷ میلادی تاکنون مشغول فعالیت بوده است. او عضو گروه اف تی آیلند است.